# Liste der Biografien/Bergk
Liste der Biografien |
Portal Biografien |
Personensuche
# |
A |
B |
C |
D |
E |
F |
G |
H |
I |
J |
K |
L |
M |
N |
O |
P |
Q |
R |
S |
T |
U |
V |
W |
X |
Y |
Z |
?
 
Ba |
Be |
Bd |
Bg |
Bh |
Bi |
Bj |
Bl |
Bm |
Bn |
Bo |
Br |
Bs |
Bu |
Bw |
By |
Bz
 
Bea–Beb |
Bec |
Bed |
Bee |
Bef |
Beg |
Beh |
Bei |
Bej |
Bek |
Bel |
Bem |
Ben |
Beo |
Bep |
Beq |
Ber |
Bes |
Bet |
Beu |
Bev |
Bew |
Bex |
Bey |
Bez
 
Bera |
Berb |
Berc |
Berd |
Bere |
Berf |
Berg |
Berh |
Beri |
Berj |
Berk |
Berl |
Berm |
Bern |
Bero |
Berq |
Berr |
Bers |
Bert |
Beru |
Berv |
Berw |
Berx |
Bery |
Berz
 
Berga |
Bergb |
Bergc |
Bergd |
Berge |
Bergf |
Bergg |
Bergh |
Bergi |
Bergj |
Bergk |
Bergl |
Bergm |
Bergn |
Bergo |
Bergq |
Bergr |
Bergs |
Bergt |
Bergu |
Bergv |
Bergw
Die Liste der Biografien führt alle Personen auf, die in der deutschsprachigen Wikipedia einen Artikel haben. Dieses ist eine Teilliste mit 11 Einträgen von Personen, deren Namen mit den Buchstaben „Bergk“ beginnt.

## Bergk
- Bergk, Johann Adam (1769–1834), deutscher Privatgelehrter
- Bergk, Theodor (1812–1881), deutscher Altphilologe

### Bergka
- Bergkamp, Dennis (* 1969), niederländischer Fußballspieler und -trainerDennis Bergkamp (* 1969)

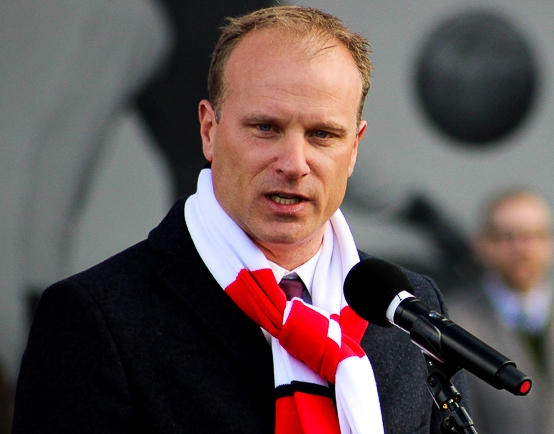
Dennis Bergkamp (* 1969)

- Bergkamp, Vera (* 1971), niederländische Politikerin

### Bergke
- Bergkemper, Winfried (* 1949), deutscher Jurist, Richter am Bundesfinanzhof a. D.

### Bergkn
- Bergknecht, Nadja, deutsche Schwimmerin

### Bergkr
- Bergkraut, Eric (* 1957), Schweizer Dokumentarfilmer

### Bergkv
- Bergkvist Larsson, Bella (* 2006), schwedische Tennisspielerin
- Bergkvist, Erik (1965–2024), schwedischer Politiker der Sveriges socialdemokratiska arbetareparti
- Bergkvist, Gösta (1920–2015), schwedischer Mittelstreckenläufer
- Bergkvist, Stefan (* 1975), schwedischer Eishockeyspieler